# Diocèse de Møre
Le diocèse de Møre est l'un des onze diocèses que compte actuellement l'Église de Norvège de confession luthérienne.
Son territoire s'étend sur l'ensemble du comté de Møre og Romsdal, tandis que son siège se trouve à la cathédrale de Molde. Depuis 2008, l'évêque diocésienne est Ingeborg Midttømme.

## Églises
- Église de Valderøy, en Giske